# Alba Luz Arbeláez Álvarez
Alba Luz Arbeláez Álvarez (* 6. April 1965 in Puerto Berrío, Antioquia; oft auch nur Alba Luz Arbeláez geschrieben) ist eine kolumbianische Botanikerin. Ihr Forschungsschwerpunkt sind Echte Farne Süd- und Mittelamerikas. Ihr offizielles botanisches Autorenkürzel lautet „Arbeláez“.
Arbeláez nahm 1982 das Studium der Biologie an der Universität Antioquia auf und schloss es 1992 mit dem Bachelor of Science ab, ihre Abschlussarbeit war eine Revision der Pterideae Kolumbiens. Während ihres Studiums arbeitete sie unter anderem mit an der Flora de Antioquia und am Herbarium der Universität Antioquia.
Von 1988 bis 1989 war sie an der Universität Aarhus, wo sie die Gattung Pteris in Ecuador bearbeitete. 1994 wechselte sie an den New York Botanical Garden, wo sie 1995 am Lehman College den Master verliehen bekam. 1996 veröffentlichte sie im Rahmen der Flora de Colombia eine Monographie zu den Pterideae, im Anschluss arbeitete sie über die Saumfarngewächse Ecuadors.
2008 arbeitete Arbeláez im „Nicaraguan Fern Project“ des Missouri Botanical Garden, parallel arbeitet sie an einer Monografie der Gattung Meliosma in der Neotropis.
Arbeláez beschrieb regelmäßig neue Arten, neben Farnen (Pteris, Notholaena, Lindsaea) auch Bedecktsamer (Meliosma).

## Werke (Auswahl)
- Arbelaez, A.L.: An overview of the genus Pteris (Pteridaceae) in Ecuador. AAU Reports, No.25, S. 13–14, 1990
- Arbelaez, A.L.: La tribu Pterideae (Pteridaceae), Flora de Colombia 18, 1996
- Arbelaez, A.L.: Two new species and new records for Pteris (Pteridaceae) from Colombia. Brittonia 47(2): 175–181, 1995
- Arbelaez, A.L.: Two New Species of Meliosma (Sabiaceae) from Bolivia. Novon: A Journal for Botanical Nomenclature: Vol.14, No.1, S. 12–16, 2004
- Yatskievych G., Arbelaez, A.L.: A New Species And Three Generic Transfers In The Fern Genus Notholaena (Pteridaceae). Novon: A Journal for Botanical Nomenclature: Vol.18, No.1, S. 120–124, 2008

## Nachweise
- Arbelaez, A.L.: La tribu Pterideae (Pteridaceae), Flora de Colombia 18, S.105, 1996
- Website am Missouri Botanical Garden, Zugriff am 11. November 2008